# スター Z-70
Z-70は、スペインのスター・ボニファシオ・エチェベリア社が製造していた短機関銃である。

## 概要
同社が1960年代に開発し、スペイン軍に制式採用されていたZ-62短機関銃の改良モデルである。
オープンボルト方式の短機関銃であり、全体的なデザインはイギリス製のスターリング短機関銃の影響を受けている。円筒形のボルトとレシーバーを持ち、単純なブローバック方式で動作する。
トリガーはZ-62同様に上下2か所に指掛け部が設けられ、上方に指をかけて引くとフルオート射撃、下方に指をかけて引くとセミオート射撃となる。マニュアルセフティはクロスボルト式で、グリップ上部の中央に配置されている。コッキングハンドルは、射撃時にボルトと連動しない独立式で、バレルジャケットの左側面に配置されている。ストックは下方向への折り畳み式で、折りたたんだ状態ではハンドガードとしても機能する。
Z-62では使用弾薬に9x19mmパラベラム弾を使用するモデルと9×23mmラルゴ弾
を使用するモデルの2種類が製造されていたが、Z-70では9×19mmパラベラム弾仕様のみが製造された。
1970年に完成し、1971年にスペイン陸軍で制式採用されたほか、スペイン警察でも採用された。また、海外にも輸出された。

## 派生型
Z-70B
トリガーシステムが一般的な1段式のものに改められ、代わってマニュアルセフティを兼用するセレクターレバーが配置されたほか、マガジンキャッチのデザインも変更されている。

## 運用国
- スペイン - スペイン陸軍、スペイン警察[1]